# Kaitain Labyrinthus
Il Kaitain Labyrinthus è una formazione geologica della superficie di Titano.
Prende il nome da Kaitain, pianeta dell'universo immaginario del ciclo di Dune, creato dallo scrittore Frank Herbert.